# Alberto Merlati
Alberto Manlio Gualtiero Vittorio Filippo Merlati (Cuneo, 4 luglio 1943 – Milano, 12 dicembre 2024) è stato un cestista e imprenditore italiano.
Centro di 204 cm, ha giocato in Serie A e vestito la maglia della Nazionale italiana.

## Biografia
Vinse lo scudetto 1967-1968 con la maglia dell'Oransoda Cantù. Militò in Nazionale, con cui ha disputato i Mondiali e gli Europei 1967.
Era noto soprattutto in quanto fu l'ultimo giocatore della Serie A a eseguire i tiri liberi con due mani, lanciando la palla tra le gambe all’altezza delle ginocchia. Nel 1968, con l'Oransoda Pallacanestro Cantù, vinse lo scudetto. La squadra, allenata da Borislav Stanković e diretta dal general manager Gianni Corsolini, era celebre per il trio di lunghi formato da Merlati, Bob Burgess e l’oriundo argentino Alberto De Simone. Questo trio, soprannominato il "Muro di Cantù", divenne un simbolo di solidità e dominanza difensiva. Dopo l’esperienza a Cantù, Merlati proseguì la carriera giocando per diverse squadre italiane, tra cui Gorizia, Venezia, Saclà Asti e Torino.
Conclusa la carriera sportiva, Merlati si dedicò con successo all'imprenditoria. Fondò La Fabbrica, un'azienda attiva nel campo della cultura e della letteratura.

## Palmarès
- Campionato italiano: 1

Pall. Cantù: 1967-68